# Klaus-Bernd Kreutz

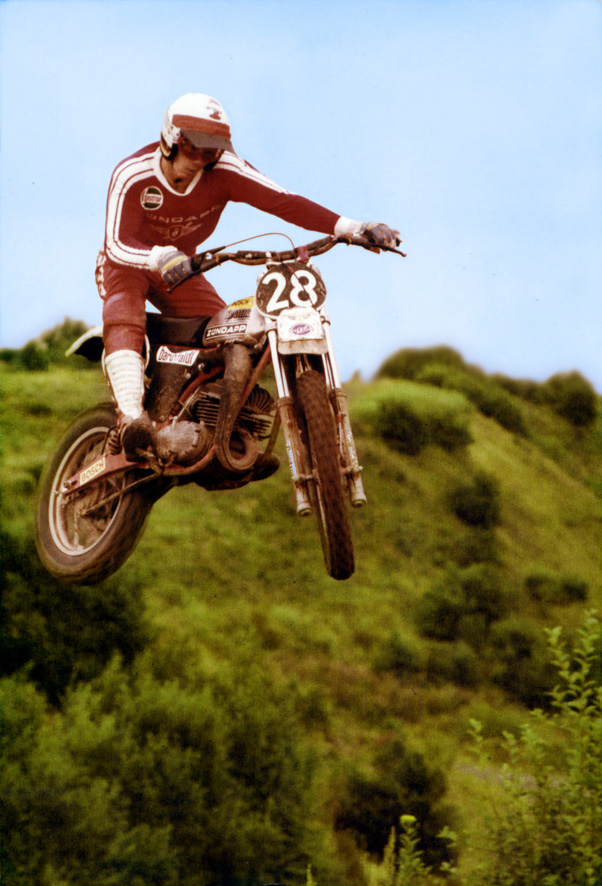
Klaus-Bernd Kreutz

Klaus-Bernd Kreutz (* 6. März 1957 in Zeppenfeld, Nordrhein-Westfalen) ist ein deutscher Unternehmer und ehemaliger Motocross- und Enduro-Fahrer.

## Karriere
Kreutz begann als 18-Jähriger seine Motorsportkarriere im Endurosport und wurde 1976 Deutscher Junioren-Meister in der Klasse bis 500 cm³. Es folgten drei Deutsche Meistertitel (1978, 1980, 1982) in der Klasse bis 175 cm³, sowie zwei Deutsche Vize-Meisterschaften 1979 und 1982 in der Klasse bis 125 cm³. Auf internationaler Ebene wurde Kreutz bei der 54. Internationalen Sechstagefahrt 1979 Weltmeister mit der Zündapp-Werksmannschaft sowie mit dem Trophy-Team (Deutsche Nationalmannschaft) Vize-Weltmeister. Weiter erreichte er drei Europameistertitel (1980, 1981, 1982) bis 175 cm³. 1978 wurde er Vize-Europameister bis 100 cm³ und 1979 bis 175 cm³. Für seine sportlichen Leistungen wurde Klaus-Bernd Kreutz 1981 von Bundespräsidenten Karl Carstens mit dem Silbernen Lorbeerblatt geehrt.
Mit Ende seiner Profikarriere gründete Kreutz 1987 ein Reisebüro und das Unternehmen „Motorsport Traveling (MST)“, was sich in der Folgezeit zu einer Unternehmensgruppe  entwickelte. Im Oktober 2008 wurde für mehrere der Unternehmen am Amtsgericht Siegen der Insolvenzantrag gestellt.
Kreutz nutzt seine Verbindungen zur Rennsportszene um die jährliche Motorsport Traveling Charity Gala auf dem Nürburgring zu realisieren. Dieses Event findet zeitgleich zum Formel-1-Rennen auf der Eifelstrecke statt. Innerhalb der vergangenen fünf Jahre konnten so ca. 100.000 Euro Spendengelder für Hilfsprojekte gesammelt werden.